# Championnats de France de natation en petit bassin 2014
Navigation
Dijon 2013 Édition suivante
Les Championnats de France de natation 2014 en petit bassin, la 11e édition, se sont tenus du 20 au 23 novembre à Montpellier.

## Podiums

### Hommes
| Discipline       | Médaille d'or                                                            | Performance    | Médaille d'argent | Performance    | Médaille de bronze                                                    | Performance    |
| Nage libre       |                                                                          |                | |                |                                                                       |                |
| 50 m             | Florent Manaudou CN Marseille                                            | 21 s 10        | Clément Mignon CN Marseille | 21 s 45        | Nosy Pelagie EMS Bron                                                 | 21 s 87        |
| 100 m            | Mehdy Metella CN Marseille                                               | 46 s 69        | Clément Mignon CN Marseille | 46 s 76        | Yannick Agnel Mulhouse                                                | 47 s 60        |
| 200 m            | Clément Mignon CN Marseille                                              | 1 min 42 s 09  | Jordan Pothain Nautic Club Alp'38 | 1 min 45 s 83  | Joris Bouchaut Dauphins du TOEC                                       | 1 min 46 s 10  |
| 400 m            | Clément Mignon CN Marseille                                              | 3 min 41 s 21  | Joris Bouchaut Dauphins du TOEC | 3 min 44 s 08  | Jordan Pothain Nautic Club Alp'38                                     | 3 min 44 s 25  |
| 800 m            | Anthony Pannier AAS Sarcelles Nat. 95                                    | 7 min 39 s 51  | Joris Bouchaut Dauphins du TOEC | 7 min 43 s 35  | Benoît Debast AAS Sarcelles Nat. 95                                   | 7 min 50 s 70  |
| 1 500 m          | Anthony Pannier AAS Sarcelles Nat. 95                                    | 14 min 39 s 31 | Joris Bouchaut Dauphins du TOEC | 14 min 43 s 55 | Nicolas D'Oriano Dauphins du TOEC                                     | 14 min 54 s 82 |
| Papillon         |                                                                          |                | |                |                                                                       |                |
| 50 m             | Florent Manaudou CN Marseille                                            | 22 s 09        | Mehdy Metella CN Marseille | 22 s 63        | Jordan Coelho Stade de Vanves                                         | 23 s 54        |
| 100 m            | Mehdy Metella CN Marseille                                               | 50 s 20        | Jordan Coelho Stade de Vanves | 51 s 64        | Camille Lacourt CN Marseille                                          | 52 s 65        |
| 200 m            | Jordan Coelho Stade de Vanves                                            | 1 min 53 s 80  | Thomas Vilaceca Montauban Natation | 1 min 55 s 98  | Marvin Maisonneuve Montauban Natation                                 | 1 min 56 s 26  |
| Dos              |                                                                          |                | |                |                                                                       |                |
| 50 m             | Florent Manaudou CN Marseille                                            | 22 s 98 (RF)   | Camille Lacourt CN Marseille | 23 s 19        | Jordan Coelho Stade de Vanves                                         | 24 s 35        |
| 100 m            | Camille Lacourt CN Marseille                                             | 51 s 48        | Paul Pijulet Pontault-Roissy | 52 s 86        | Thomas Avetand Beauvaisis                                             | 52 s 99        |
| 200 m            | Paul Pijulet Pontault-Roissy                                             | 1 min 55 s 75  | Florian Joly Dauphins du TOEC | 1 min 56 s 66  | Paul-Gabriel Bedel CN Marseille                                       | 1 min 56 s 80  |
| Brasse           |                                                                          |                | |                |                                                                       |                |
| 50 m             | Florent Manaudou CN Marseille                                            | 26 s 11 (RF)   | Giacomo Perez-Dortona CN Marseille | 26 s 56        | Eddie Moueddene Amiens Métropole Natation                             | 27 s 10        |
| 100 m            | Giacomo Perez-Dortona CN Marseille                                       | 57 s 88        | Jean Dencausse CN Marseille | 58 s 32        | Eddie Moueddene Amiens Métropole Natation                             | 59 s 66        |
| 200 m            | Jean Dencausse CN Marseille                                              | 2 min 07 s 12  | Quentin Callais Canet 66 Natation | 2 min 09 s 89  | Patrick Perisser Dauphins du TOEC                                     | 2 min 11 s 56  |
| 4 nages          |                                                                          |                | |                |                                                                       |                |
| 100 m            | Eddie Moueddene Amiens Métropole Natation                                | 53 s 57        | Yannick Agnel Mulhouse | 54 s 10        | Andrea Bolognesi AS Monaco Natation                                   | 54 s 17        |
| 200 m            | Yannick Agnel Mulhouse                                                   | 1 min 57 s 26  | Ganesh Pedurand Dauphins du TOEC | 1 min 58 s 20  | Théo Fuchs Amiens Métropole Natation                                  | 1 min 58 s 31  |
| 400 m            | Théo Fuchs Amiens Métropole Natation                                     | 4 min 11 s 06  | Jérémy Desplanches Olympic Nice Natation | 4 min 11 s 07  | Ganesh Pedurand Dauphins du TOEC                                      | 4 min 13 s 55  |
| Relais           |                                                                          |                | |                |                                                                       |                |
| 4 × 50 m         | Marseille (Florent Manaudou,Fabien Gilot,Mehdy Metella,Clément Mignon)   | 1 min 24 s 47  | Marseille II 0 et 0 Toulouse 0(Merwane Elmerini,Axel Bouton,Laurent Arnoux,Jean Dencausse) 0 / 0 (Yonel Govindin, Lorys Bourelly,Romain Landry,Ganesh Pedurand) | 1 min 30 s 24  | Pas de médaille de bronze                                             |                |
| 4 × 50 m 4 nages | Marseille (Paul-Gabriel Bedel,Jean Dencausse,Mehdy Metella,Fabien Gilot) | 1 min 35 s 54  | Marseille II (Camille Lacourt,Théo Bussière,Raphaël Stacchiotti,Clément Mignon)                                                                                 | 1 min 36 s 24  | Toulouse (Florian Joly,Patrick Perisser,Romain Landry,Yonel Govindin) | 1 min 40 s 26  |

### Femmes
| Discipline       | Médaille d'or         | Performance    | Médaille d'argent     | Performance    | Médaille de bronze       | Performance    |
| Nage libre       |                       |                |                       |                |                          |                |
| 50 m             | Anna Santamans        | 24 s 24 (RF)   | Mélanie Henique       | 24 s 53        | Charlotte Bonnet         | 24 s 93        |
| 100 m            | Charlotte Bonnet      | 53 s 53        | Cloé Hache            | 53 s 94        | Margaux Fabre            | 54 s 00        |
| 200 m            | Evelyn Verrasztó      | 1 min 55 s 52  | Charlotte Bonnet      | 1 min 55 s 54  | Cloé Hache               | 1 min 55 s 88  |
| 400 m            | Sharon van Rouwendaal | 4 min 01 s 36  | Charlotte Bonnet      | 4 min 05 s 82  | Ophélie-Cyrielle Étienne | 4 min 06 s 80  |
| 800 m            | Sharon van Rouwendaal | 8 min 17 s 44  | Lara Grangeon         | 8 min 25 s 73  | Coralie Codevelle        | 8 min 29 s 16  |
| 1 500 m          | Sharon van Rouwendaal | 15 min 48 s 67 | Lara Grangeon         | 16 min 07 s 68 | Coralie Codevelle        | 16 min 12 s 26 |
| Papillon         |                       |                |                       |                |                          |                |
| 50 m             | Mélanie Henique       | 25 s 33 (RF)   | Marie Wattel          | 26 s 26        | Anna Santamans           | 26 s 45        |
| 100 m            | Marie Wattel          | 57 s 80        | Mélanie Henique       | 58 s 10        | Evelyn Verrasztó         | 58 s 21        |
| 200 m            | Lara Grangeon         | 2 min 05 s 41  | Sharon van Rouwendaal | 2 min 06 s 20  | Marie Wattel             | 2 min 08 s 44  |
| Dos              |                       |                |                       |                |                          |                |
| 50 m             | Mathilde Cini         | 27 s 09        | Fanny Danet           | 28 s 36        | Vochimié Koindredi       | 28 s 51        |
| 100 m            | Sharon van Rouwendaal | 58 s 76        | Mathilde Cini         | 59 s 26        | Pauline Mahieu           | 1 min 00 s 18  |
| 200 m            | Mathilde Cini         | 2 min 08 s 02  | Lara Grangeon         | 2 min 10 s 28  | Pauline Mahieu           | 2 min 11 s 82  |
| Brasse           |                       |                |                       |                |                          |                |
| 50 m             | Fanny Lecluyse        | 30 s 67        | Adeline Williams      | 31 s 42        | Fanny Deberghes          | 31 s 84        |
| 100 m            | Fanny Lecluyse        | 1 min 06 s 26  | Charlotte Bonnet      | 1 min 07 s 22  | Adeline Williams         | 1 min 07 s 26  |
| 200 m            | Fanny Lecluyse        | 2 min 21 s 07  | Fanny Deberghes       | 2 min 24 s 77  | Lara Grangeon            | 2 min 25 s 58  |
| 4 nages          |                       |                |                       |                |                          |                |
| 100 m            | Evelyn Verrasztó      | 59 s 29        | Charlotte Bonnet      | 59 s 97 (RF)   | Mathilde Cini            | 1 min 01 s 77  |
| 200 m            | Evelyn Verrasztó      | 2 min 08 s 03  | Charlotte Bonnet      | 2 min 08 s 77  | Lara Grangeon            | 2 min 08 s 90  |
| 400 m            | Sharon van Rouwendaal | 4 min 33 s 15  | Lara Grangeon         | 4 min 33 s 91  | Fantine Lesaffre         | 4 min 38 s 64  |
| Relais           |                       |                |                       |                |                          |                |
| 4 × 50 m         | Nice                  | 1 min 39 s 37  | Toulouse              | 1 min 42 s 68  | Montauban                | 1 min 42 s 72  |
| 4 × 50 m 4 nages | Nice                  | 1 min 49 s 92  | Toulouse              | 1 min 53 s 18  | Amiens                   | 1 min 53 s 35  |

### Sources
- Résultats sur le site de la FFN